# Simon Wiesenthal

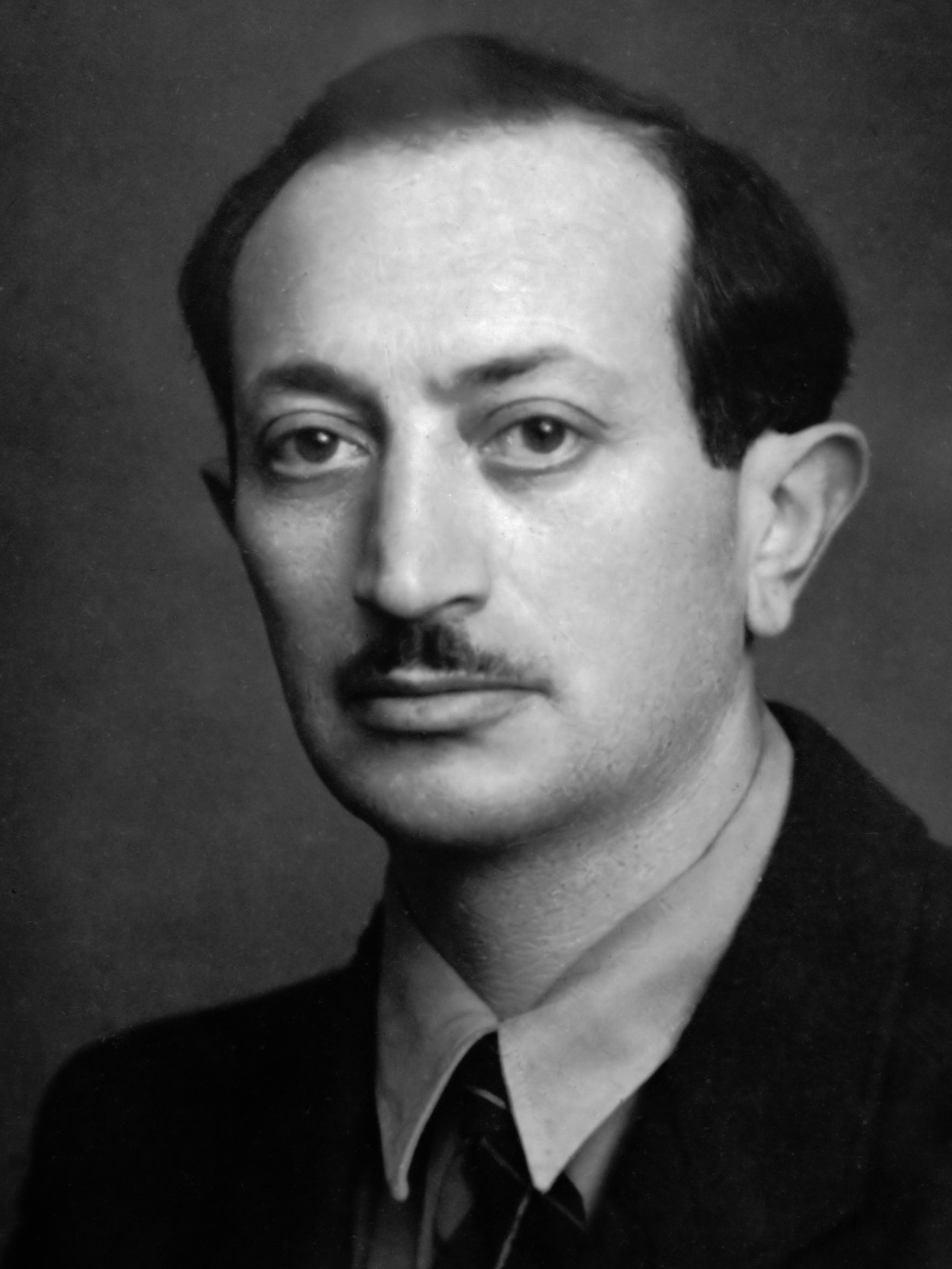
Simon Wiesenthal rond 1940

Simon Wiesenthal (Buczacz, Oostenrijk-Hongarije (thans Oekraïne), 31 december 1908 – Wenen, 20 september 2005) was een bekende Joods-Oostenrijkse nazi-jager.
Hij spoorde diverse nazioorlogsmisdadigers op en bracht hen voor de rechter. Wiesenthal was zelf overlevende van de Holocaust: hij zat tijdens de Tweede Wereldoorlog gevangen in twaalf concentratiekampen en werd in 1945 door Amerikaanse troepen bevrijd.

## Levensloop
Wiesenthal trouwde in 1936 met Cyla Müller. In de Tweede Wereldoorlog werden ze beiden gearresteerd en kwamen ze in het concentratiekamp Janovska terecht, dicht bij de stad Lwów waar ze woonden. Simon werd van daaruit naar kamp Mauthausen (Oostenrijk) getransporteerd. Hij had intussen wel kans gezien valse papieren te regelen voor zijn vrouw, die daarmee in 1942 kon ontsnappen. Ze dook tot 1944 onder in Warschau; van daaruit werd ze naar Duitsland getransporteerd, waar ze als dwangarbeidster (nog onder haar valse naam) moest werken. Wiesenthal overleefde het kamp en na de oorlog zagen ze elkaar weer terug. De wederzijdse families, Wiesenthal en Müller, verloren in de Holocaust in totaal 89 familieleden.
In 1946 vestigde het echtpaar Wiesenthal zich in Wenen. Daar kregen ze een dochter, Paulinka.

## Nazivervolgingen
In 1947 opende Wiesenthal in het Oostenrijkse Linz de Jüdische Historische Dokumentation. Vanuit dit centrum werd niet alleen bewijsmateriaal verzameld, maar ook praktische hulp gegeven aan overlevenden van de kampen. In 1954 werd het centrum weer gesloten. De achtergrond van de sluiting was dat er op dat moment in West-Europa weinig animo leek te zijn voor zijn werk. Bij de sluiting van het centrum droeg Wiesenthal de documenten over aan Yad Vashem.
Wiesenthal vervolgde zijn werk, onder meer in samenwerking met de Israëlische geheime dienst.
In 1961 werd in Wenen, na de aanhouding en berechting van Eichmann, het Joods Documentatiecentrum, beter bekend als het Simon Wiesenthal Centrum, opgericht. Deze joodse mensenrechtenorganisatie wil de herinnering aan de Holocaust levend houden. Het hoofdkwartier van de organisatie zetelt thans in Los Angeles.
Wiesenthal en zijn in Wenen gevestigde Joods Documentatiecentrum speelden een sleutelrol in de opsporing en veroordeling van het brein achter de uitvoering van de Endlösung, Adolf Eichmann. In totaal leidden de inspanningen van hem en zijn medewerkers tot de arrestatie en berechting van circa 1100 gevluchte en ondergedoken oorlogsmisdadigers.

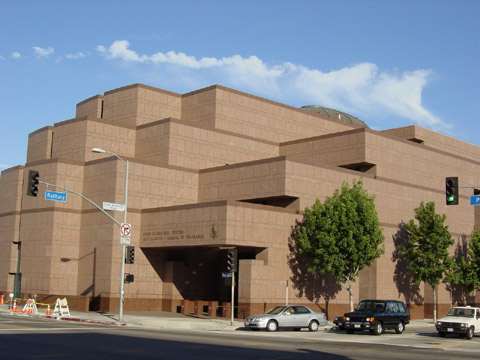
Het Simon Wiesenthal-center in Los Angeles

Zo vond Wiesenthal in 1963 de voormalige officier van de Gestapo Karl Silberbauer, die inmiddels bij de politie in Wenen werkte. Als Gestapo-officier had Silberbauer Anne Frank gearresteerd. Zijn bekentenis hielp bij het ontkrachten van revisionistische beweringen dat het dagboek van Anne Frank een vervalsing zou zijn.
Ook werd door de activiteiten van Wiesentahl, Franz Stangl opgepakt, die commandant was geweest van de vernietigingskampen Treblinka en Sobibór.
Hermine Ryan-Braunsteiner werd gevonden in de Verenigde Staten. Zij had in Majdanek toegezien op de moord op honderden kinderen. Zij werd in 1973 aan Duitsland uitgeleverd.
In 1977 werd het Simon Wiesenthal Centrum opgericht met als doel: het levend houden van de herinnering aan de Holocaust.
Het Weens Wiesenthalinstituut voor Holocauststudies (Duits: Wiener Wiesenthal Institut für Holocaust Studien, VWI) is een onderzoekscentrum gericht op onderzoek, documentatie en onderricht over alle aspecten van de Holocaust. Het instituut werd opgericht door Simon Wiesenthal en andere internationale en Oostenrijkse onderzoekers. Het instituut is gevestigd in Wenen en wordt gefinancierd door de stad Wenen en het Bundesministerium für Wissenschaft, Forschung und Wirtschaft (federaal ministerie voor Wetenschap, Onderzoek en Economie).
Dinko Sakic, de commandant van het concentratiekamp Jasenovac in Kroatië, werd in 1998 in Argentinië gevonden. Hij werd vervolgens berecht in Kroatië.
Een oorlogsmisdadiger waar Wiesenthal tevergeefs naar gezocht heeft was Josef Mengele (deze stierf in 1979).

## Einde van zijn werkzaamheden
In april van 2003 kondigde Wiesenthal op 94-jarige leeftijd aan dat hij met pensioen ging, met als reden dat hij de massamoordenaars gevonden had waar hij naar zocht: "Ik heb ze allemaal overleefd. Als er nog over waren, zouden ze te oud en in te slechte gezondheid zijn om terecht te staan. Mijn taak is volbracht." Volgens Wiesenthal was de enige nog levende Oostenrijkse oorlogsmisdadiger Alois Brunner, de rechterhand van Adolf Eichmann, van wie gezegd werd dat hij in Syrië ondergedoken zat. Wiesenthals vrouw Cyla overleed op 10 november 2003 op 95-jarige leeftijd. Simon Wiesenthal overleed twee jaar later op 96-jarige leeftijd.

## Critici en onderscheidingen
In 1986 weigerde Wiesenthal de Oostenrijkse presidentskandidaat Kurt Waldheim tot oorlogsmisdadiger te verklaren. Dit was tegen de zin van het Joods Wereldcongres. Waldheim was lid geweest van nationaalsocialistische groeperingen als de SA, en had zijn optreden als officier in Saloniki van 1942 tot 1943 verzwegen. In plaats daarvan zou hij aan het oostfront gewond zijn geraakt en de resterende oorlogsjaren zou hij in Oostenrijk hebben doorgebracht. In de Verenigde Staten kwam Waldheim in 1987 op grond hiervan op een "watch list". Dit betekende een inreisverbod voor hem als privépersoon.
Wiesenthal ontving voor zijn werk vele internationale onderscheidingen, waaronder de Franse Chevalier de la Légion d'Honneur. Hij werd in Nederland Commandeur in de Orde van Oranje-Nassau en kreeg de Erasmusprijs. In de VS ontving hij een Four Freedoms Award voor de vrijwaring van vrees, en in 2000 de hoogste Amerikaanse burgerlijke onderscheiding, de Presidential Medal of Freedom.
Er werd ook hardere kritiek tegenover Wiesenthal geuit. Zo stond te lezen in het boek De jacht op het kwaad van Guy Walters: "Wiesenthals hele levensverhaal is bijeengelogen. Hij zat niet bij de partizanen in de oorlog, hij heeft niets nuttigs bijgedragen aan de opsporing van Eichmann. Wiesenthal is een goed lobbyist geweest voor de Joodse zaak, maar hij was allesbehalve een nazi-jager. Hij heeft de waarheidsvinding bemoeilijkt door allerlei onzin te verspreiden. Hij was een amateur, die met onvoorzichtige beschuldigingen zelfs het leven van een onschuldige heeft verwoest. Simon Wiesenthal was een charlatan."

## Werken
Wiesenthal schreef een aantal boeken, waaronder Ich jagte Eichmann (1961) en Jeder Tag ein Gedenktag. Chronik jüdischen Leidens (1986).
Het romanpersonage Yakov Liebermann in het boek The Boys From Brazil van Ira Levin is gebaseerd op Simon Wiesenthal en Wiesenthal komt ook kortstondig voor in Frederick Forsyth' The Odessa File, waarin hij een Duitse journalist die op zoek is naar een oorlogsmisdadiger van informatie voorziet.